# ジョアン・シルヴァ
ジョアン・ペドロ・ペレイラ・シルヴァ（João Pedro Pereira Silva, 1990年5月21日 - ）は、ポルトガル・ポルト県ヴィラ・ダス・アヴェス出身のサッカー選手。河北足球倶楽部所属。ポジションはフォワード。

## 経歴
ポルトガルのヴィラ・ダス・アヴェスで生まれ、10歳のときにCDアヴェスのユースチームに入団した。2009年にトップチームに昇格し、リーガ・デ・オンラデビューを果たした。このシーズン30試合に出場しリーグ2位となる14ゴールを決めた。
2010年6月、プレミアリーグのエヴァートンFCに3年契約で移籍。UDレイリアやヴィトーリアFCなど母国への期限付き移籍が続き、当時エヴァートンFCの監督であったデイヴィッド・モイーズから評価を得られず出場機会はなかった。
2012年7月、A PFGのレフスキ・ソフィアに移籍し1シーズン過ごした。
2013年8月、セリエBのASバーリに加入。翌年9月にはセリエAのUSチッタ・ディ・パレルモに移籍した。
2015年8月、 プリメイラ・リーガのFCパソス・デ・フェレイラへ移籍。
2016年1月29日、セリエBのUSアヴェッリーノ1912へ移籍。
2016年8月24日、USサレルニターナ1919へ移籍。
2017年、CDフェイレンセへ移籍。
2021年7月30日、河北足球倶楽部に移籍。